# Lyte Funky Ones
Lyte Funky Ones (abreviado LFO) fue un grupo estadounidense de pop/rap que estaba integrado por Rich Cronin, Devin Lima (nacido como Harold Lima, 18 de marzo de 1977, y fallecido a consecuencia de un cáncer el 21 de noviembre de 2018) y Brad Fischetti (11 de septiembre de 1975). Antes de que Lima se uniera al grupo en 1999, el tercer miembro fue Brian Gillis, apodado "Brizz-ly Bear", quien estuvo con el grupo desde 1996. El grupo es conocido por sus 2 grandes hits, Summer Girls y Girl on TV. Fueron manejados por Lou Pearlman. LFO ha vendido más de 4 millones de álbumes y más de 2 millones de sencillos. Anteriormente el grupo se encontraba en una alargada pausa temporal desde la primavera del 2002, pero los 3 miembros afirmaban que podían grabar un nuevo álbum o reunirse en un futuro. En junio de 2009, LFO regresó de su pausa temporal indefinida para realizar una gira de conciertos por Estados Unidos, sin embargo, en septiembre de ese mismo año el grupo anunció que se separarían de nuevo.

## Reunión de LFO (2009)
El 3 de junio de 2009, LFO publicó un blog en su MySpace oficial titulado "LFO IS BACK" ("LFO ESTA DE REGRESO"), donde anunciaron que se reunieron y realizaran una gira de conciertos empezando el 9 de julio de 2009, junto con Rookie of the Year, Go Crash Audio y Kiernan McMullan. El grupo programó 11 conciertos en ciudades de la costa este de Estados Unidos y anunciaron que estaban intentado programar conciertos en la costa oeste también. Rich, Devin y Brad están muy entusiasmados por la reunión. LFO puso una nueva canción en su MySpace oficial, llamada "The Summer of My Life". El grupo terminó la primera parte de su gira el 25 de julio de 2009 y tenían programado empezar la otra parte en diciembre de ese mismo año. Sin embargo, Lyte Funkie Ones subió un video a su canal oficial de YouTube donde dijeron que LFO había llegado a su fin y que es muy poco probable que los 3 vuelvan a compartir un escenario en el futuro. Rich declaró en su blog que el grupo había decidido separarse por diferencias filosóficas entre el y Devin y Brad.

## Discografía
| Año  | Álbum                                                          | Máxima posición alcanzada | Máxima posición alcanzada | Máxima posición alcanzada | Máxima posición alcanzada | Máxima posición alcanzada | Máxima posición alcanzada | Máxima posición alcanzada | Certificaciones (umbral de ventas)                            |
| Año  | Álbum                                                          | US                        | CAN                       | UK                        | NZ                        | IRE                       | SPA                       | MEX                       | Certificaciones (umbral de ventas)                            |
| ---- | -------------------------------------------------------------- | ------------------------- | ------------------------- | ------------------------- | ------------------------- | ------------------------- | ------------------------- | ------------------------- | ------------------------------------------------------------- |
| 1999 | LFO - Lanzado: 24 de agosto de 1999 - Sello: Arista Records    | 21                        | —                         | 62                        | —                         | —                         | —                         | —                         | - USA: Platino - Canadá: Oro - Ventas mundiales: 2.5 millones |
| 2001 | Life Is Good - Lanzado: 26 de junio de 2001 - Sello: J Records | 75                        | —                         | —                         | —                         | —                         | —                         | —                         | - USA: — - Canadá : — - Ventas mundiales: 0.5 millones+       |

## Certificaciones de sencillos
- 1999: Summer Girls RIAA: Platino[4] (1 millón de ventas) / Hot Singles Sales: #1
- 1999: Girl on TV RIAA: Oro[4] (500,000 ventas)

## Sencillos
| Año  | Sencillo                           | Álbum        | UK Singles Chart | U.S. Hot 100 | RIANZ Singles Chart |
| ---- | ---------------------------------- | ------------ | ---------------- | ------------ | ------------------- |
| 1997 | "Step by Step"                     | LFO          | -                | -            | -                   |
| 1998 | "Can't Have You"                   | LFO          | 54               | 70           | -                   |
| 1998 | "(Sex U Up) The Way You Like It"   | LFO          | -                | -            | -                   |
| 1999 | "Summer Girls"                     | LFO          | 16               | 3            | 14                  |
| 1999 | "Girl on TV"                       | LFO          | 6                | 10           | -                   |
| 2000 | "I Don't Wanna Kiss You Goodnight" | LFO          | -                | 61           | -                   |
| 2000 | "West Side Story"                  | LFO          | -                | 84           | -                   |
| 2001 | "Every Other Time"                 | Life Is Good | 24               | 44           | 18                  |
| 2002 | "Life Is Good"                     | Life Is Good | -                | -            | -                   |